# 平野勇造
平野勇造（1864年12月21日—1951年2月9日）是日本建筑师，原姓堺，原名七五郎。他是石川島造船所创始人平野富二以及東京海上日動火災保険經理益田克徳的女婿。平野義太郎是他与前妻所生的长子。

## 生平
七五郎生于陆奥国北郡大畑町，是堺喜藤治的第四子。
1881年，他以“堺冒獄”的笔名向元老院提交请愿书，请求讓他前往美国留學，结果請願書被转交至野辺地警察署，平野勇造因而接受调查。後來平野勇造入读慶應義塾。
在庆应义塾就讀期間，他学习了英语，他原本想從政，此時他決定投身实业。1884年，未經允許，他私自搭乘海运公司“长崎屋”的船只前往美国。
七五郎來到旧金山，在當地边工作边在加州大學学习建筑學。在美国期间，他在意大利建筑师乔瓦尼·文森佐·卡佩莱蒂開辦的事务所實習。期間他还结识了村井弦斎以及武藤山治。
1890年，七五郎返回日本。为了继承母方的家业，他将姓氏改为“佐藤”，名字改成了“勇造”，即“佐藤勇造”，而且开设了个人建筑事务所。當時位於东京愛宕山的五层洋房“爱宕塔”就是由他設計的。
1891年10月，濃尾地震发生后，勇造前往现场进行调查，并在一个月内发布了调查报告。1892年4月，他自费出版了探讨建筑物耐震性差异的书籍《地震家屋》。此外，他还发明了據稱可以提高房屋耐震性的“佐藤式耐震砖”。
平野富二在看到有关濃尾地震的报告后，对勇造产生了兴趣，并承诺将自己的女儿津類嫁给他，並且讓他成為自己的收養。在1892年平野富二去世后，勇造于1893年住进了平野家，并于1894年与津類结婚，並改姓“平野”。同年，他接受了武藤山治的委托，设计新的兵库工厂，这座工厂于1896年完工。。
1898年左右，勇造開始与三井物產合作，期間他参与了三井物产台北支店的设计。1899年，他正式成为三井物产的工程师。同年，由于與岳母關係不和，他与妻子离婚，并與益田克徳的女儿仲結婚，不過他并没有更改自己的姓氏，“平野”這一姓氏陪伴他終身。
1900年，勇造被派往上海，负责设计三井物产上海支店。他在上海生活了23年，他还参与設計上海寻常高等小学校（1907年完工，後更名為北部日本小學，即現今的虹口区教育学院实验中学，位於現今四川北路1844號）、日本驻上海总领事馆（1911年完工）以及包括位於上海的新内外綿、裕丰纺（東洋紡投資）及位於青岛的钟纺工廠在內的多家日资纺织厂。
1923年，勇造返回日本后不久便遭遇關東大震災。他应三菱地所设计部的要求，参与了丸之内大楼的加固工程。後來勇造逐渐退出建筑设计領域，並出人位於神奈川縣小田原市的“益田农事”农业公司的董事。
1951年2月9日，勇造在位於神奈川县镰仓市的家中去世。